# William Morton
William Morton (Hunslet, West Yorkshire, Anglaterra, 20 de juny de 1880 – Toronto, 21 de març de 1952) va ser un ciclista canadenc que va competir a començaments del segle xx.
El 1908 va prendre part en els Jocs Olímpics d'Estiu de Londres, on disputà sis proves del programa de ciclisme. Formant equip amb Walter Andrews, William Anderson i Frederick McCarthy va guanyar la medalla de bronze en la prova de persecució per equips. També va prendre part en la cursa dels 5.000 metres i dels 100 km sent eliminat en la primera ronda, així com en velocitat, les 660 iardes i tàndem.